# Ri Myung-hun
Ri Myung-hun (리명훈?; Pyongyang, 14 settembre 1967) è un ex cestista nordcoreano.
È anche noto come Michael Ri, soprannome in onore a Michael Jordan.

## Carriera
Di ruolo centro, è alto 235 cm, ha vestito in varie occasioni la maglia della nazionale della Corea del Nord. Ha disputato i Giochi asiatici del 2002, chiusi al 5º posto.
Detiene il record di punti in una singola partita con la maglia della propria nazionale: ne mise a segno 55 contro la Cina nel 1998; ai FIBA Asia Championship 1993 ne realizzò 51 contro l'Iran.
Nel 1998 è stato riconosciuto come l'uomo più alto vivente; è stato poi superato da Radhouane Charbib, di pochi millimetri più alto.